# Andrzej Dera
Andrzej Mikołaj Dera (ur. 10 września 1961 w Ostrowie Wielkopolskim) – polski polityk i prawnik. W latach 2005–2015 poseł na Sejm V, VI i VII kadencji, w latach 2015–2025 sekretarz stanu w Kancelarii Prezydenta RP.

## Życiorys
Ukończył w 1987 studia na Wydziale Prawa i Administracji Uniwersytetu im. Adama Mickiewicza w Poznaniu i został magistrem prawa. Odbył aplikację sędziowską, zakończoną zdanym egzaminem.
Od 1990 do 1991 działał w Komitecie Obywatelskim „Solidarność”. W latach 1991–1993 należał do Porozumienia Centrum, od 1996 do 1999 do Zjednoczenia Chrześcijańsko-Narodowego, w okresie 1999–2001 do Ruchu Społecznego AWS, od 2001 do 2011 działał w Prawie i Sprawiedliwości, a w latach 2011–2015 w Solidarnej Polsce (od momentu rejestracji partii w 2012 zasiadał w jej zarządzie, do 2013 był też jej sekretarzem generalnym).
Do 1998 był zatrudniony w administracji samorządowej. Od 1990 do 1998 kierował Urzędem Rejonowym w Ostrowie Wielkopolskim. W latach 1999–2002 był starostą ostrowskim. Później pracował jako specjalista do spraw inwestycji w komunalnej grupie kapitałowej Holdikom w Ostrowie Wielkopolskim. Od 1998 do 2005 zasiadał w radzie powiatu.
W 2005 z listy PiS został wybrany na posła V kadencji w okręgu kaliskim liczbą 7520 głosów. W wyborach parlamentarnych w 2007 po raz drugi uzyskał mandat poselski, otrzymując 13 190 głosów. Od lipca do listopada 2007 był członkiem Rady Służby Publicznej, a od marca 2006 do grudnia 2011 Krajowej Rady Sądownictwa. W VI kadencji Sejmu został członkiem komisji śledczej do zbadania okoliczności porwania i zabójstwa Krzysztofa Olewnika. Po śmierci Zbigniewa Wassermanna w katastrofie lotniczej w Smoleńsku został 7 maja 2010 na jego miejsce powołany do komisji śledczej ds. tzw. afery hazardowej. W wyborach do Sejmu w 2011 z powodzeniem ubiegał się o reelekcję, dostał 17 606 głosów. W Sejmie VII kadencji przystąpił do klubu parlamentarnego Solidarna Polska (po jego rozpadzie w 2014 zasiadł w kole SP). Był kandydatem partii o tej nazwie w wyborach do Parlamentu Europejskiego w 2014. W lipcu 2014 zasiadł w klubie poselskim Sprawiedliwa Polska (od marca 2015 działającym pod nazwą Zjednoczona Prawica). W listopadzie tego samego roku kandydował z własnego komitetu na prezydenta Ostrowa Wielkopolskiego (z poparciem PiS), zajmując 3. miejsce spośród 6 kandydatów. Powołał także konkurencyjny wobec PiS komitet w wyborach do rady powiatu. W 2015 nie wystartował w kolejnych wyborach parlamentarnych.
W listopadzie 2015 prezydent RP Andrzej Duda powołał go na sekretarza stanu w Kancelarii Prezydenta RP. W 2023 objął funkcję przewodniczącego rady Fundacji „Pomoc Polakom na Wschodzie” im. Jana Olszewskiego. W sierpniu 2025 zakończył pełnienie funkcji sekretarza stanu w administracji prezydenckiej.
Posiada tytuły szachowe kandydata na mistrza w grze klasycznej i korespondencyjnej. Jest złotym i brązowym medalistą Drużynowych Mistrzostw Polski w szachach korespondencyjnych.

## Odznaczenia
- Krzyż Oficerski Orderu Odrodzenia Polski (2025)[9]
- Krzyż Wielki Komandorski Orderu „Za zasługi dla Litwy” (2023)[11]
- Medal Wdzięczności ZHP (2025)[12]